# Tapirus arvernensis
Tapirus arvernesis es una especie extinta de tapir que apareció en Europa occidental durante el Plioceno. Se han hallado restos en Francia, Italia, Alemania, Países Bajos, Eslovaquia y España. La especie fue establecida por Croizet y Jobert en 1828 basándose en algunas mandíbulas y dientes aislados hallados en Francia. Era más pequeño y delgado que los tapires actuales.

## Galería
Fotografías de fragmentos fósiles de mandíbulas y dientes de Tapirus arvernensis.

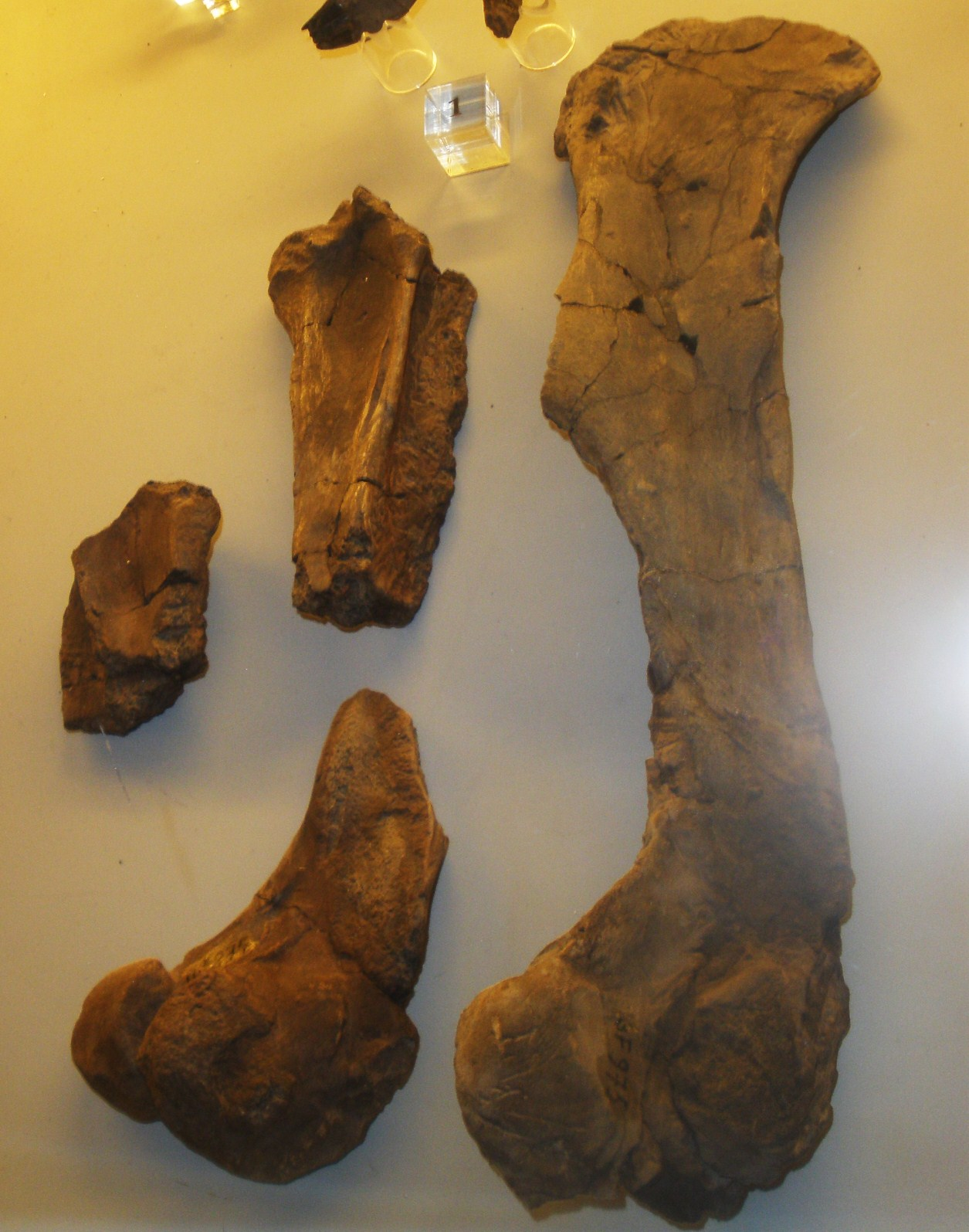
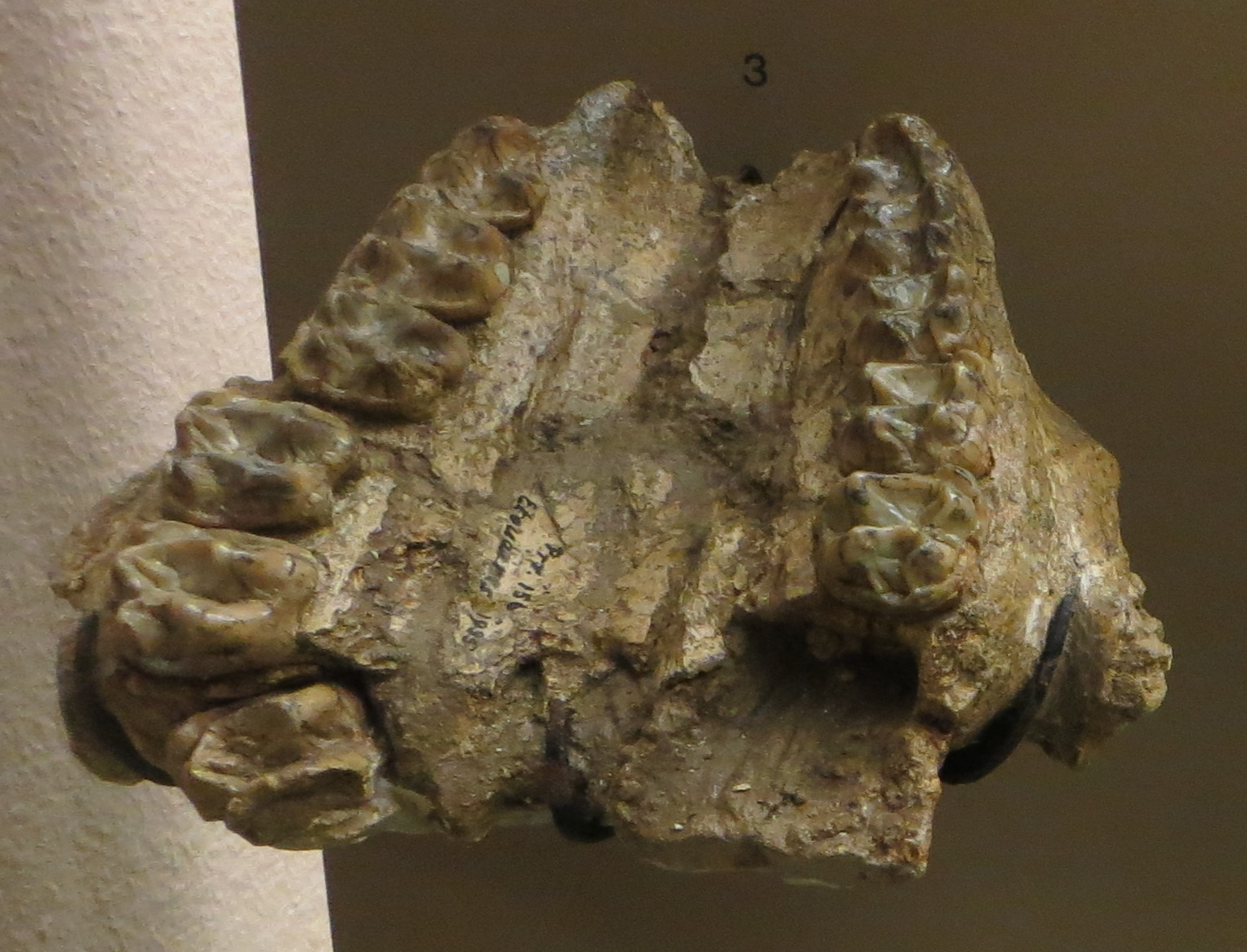
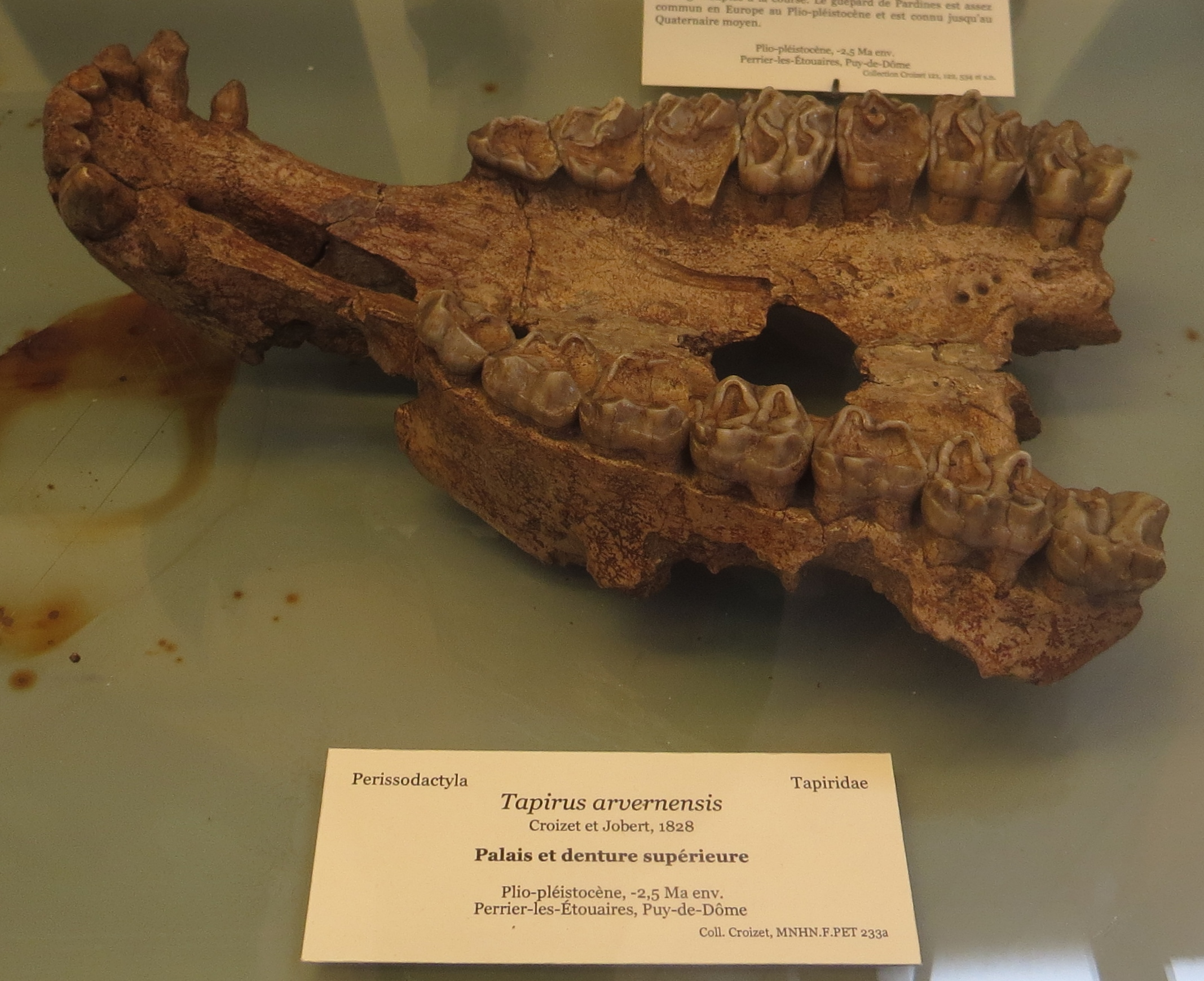
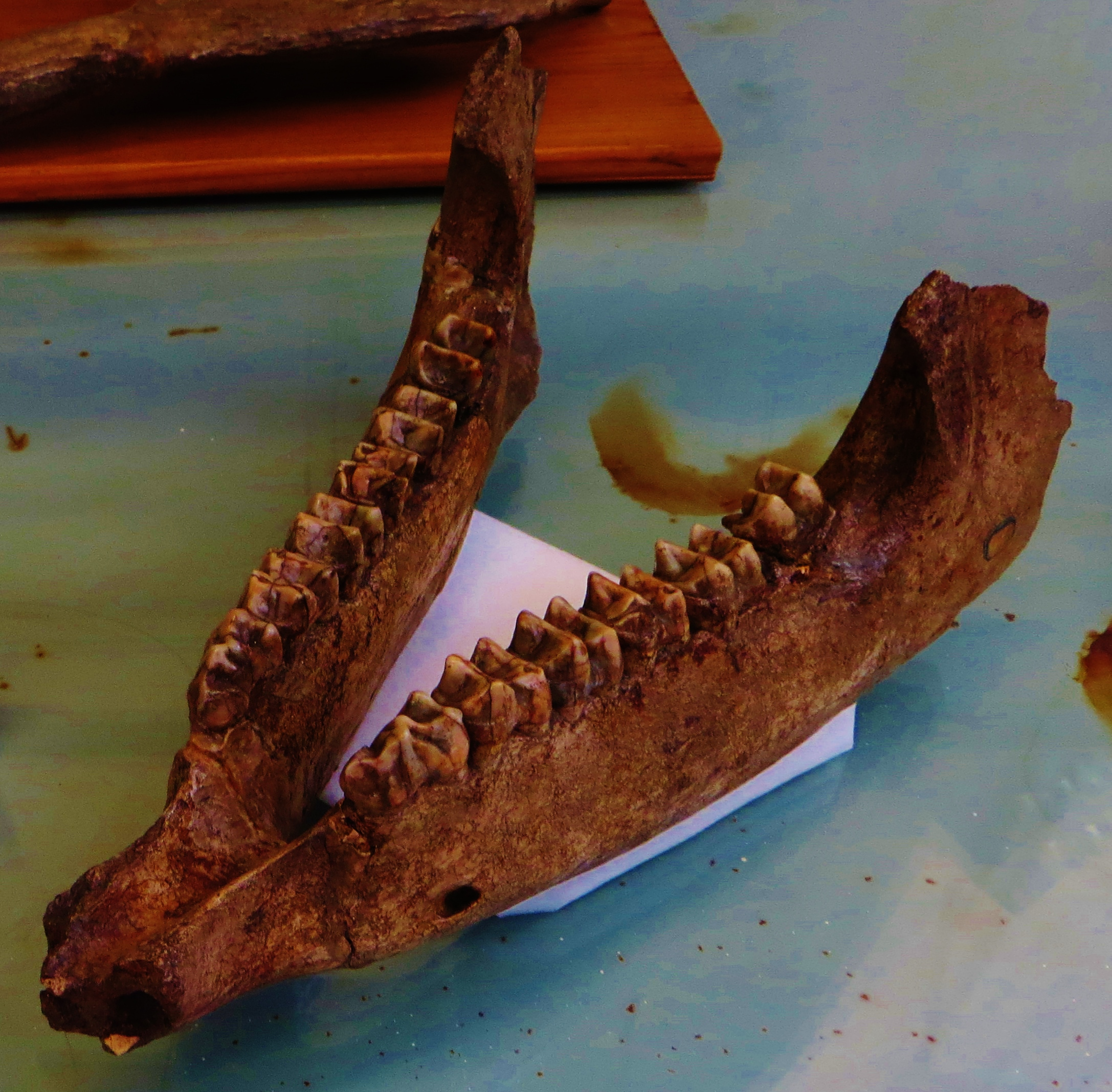
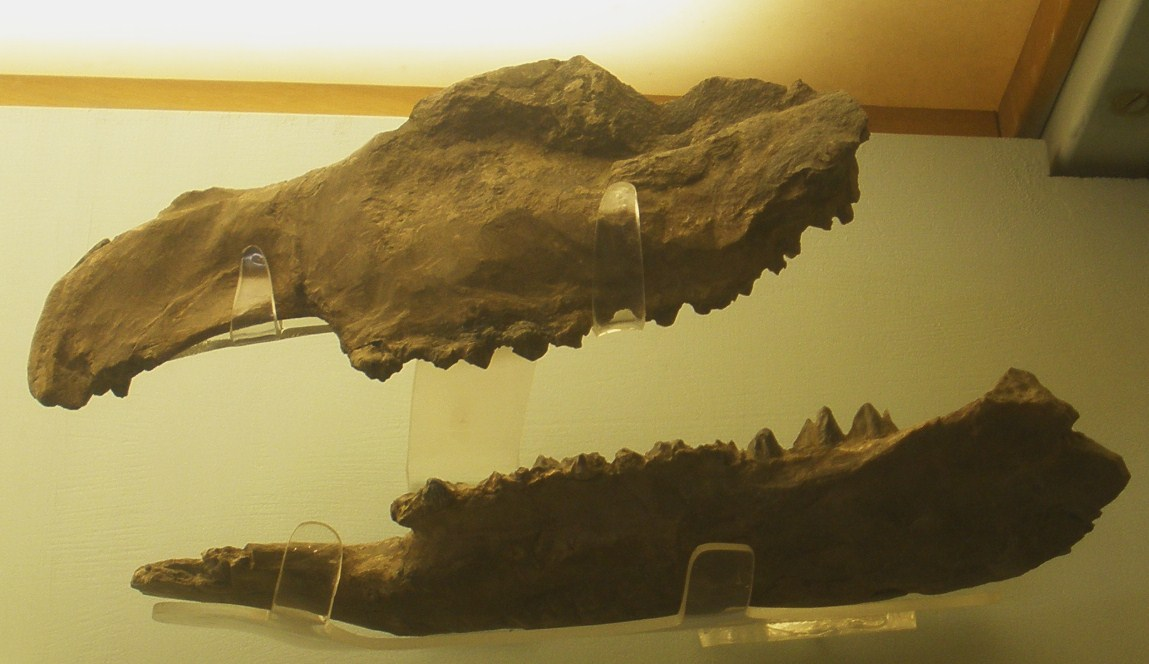
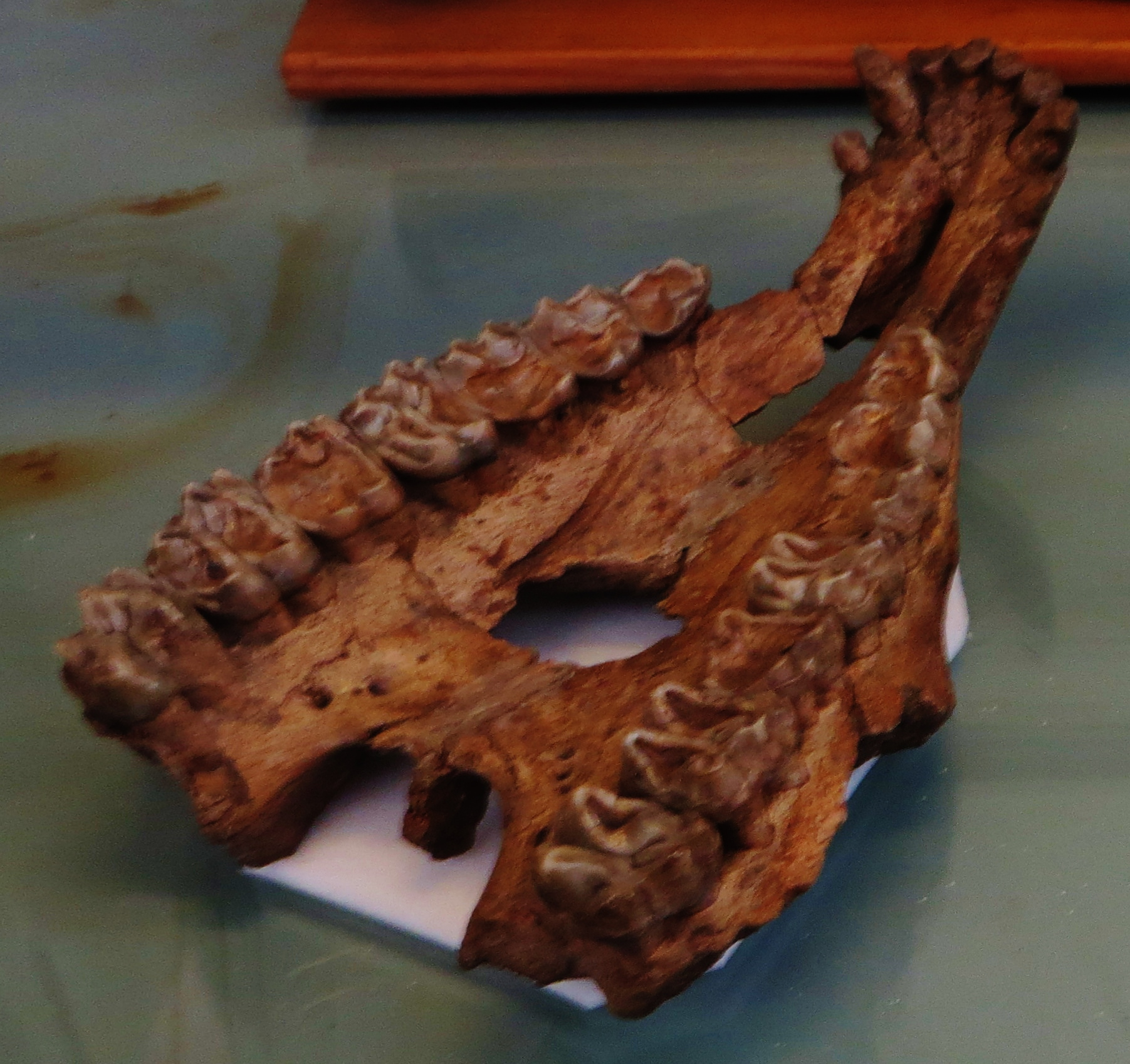
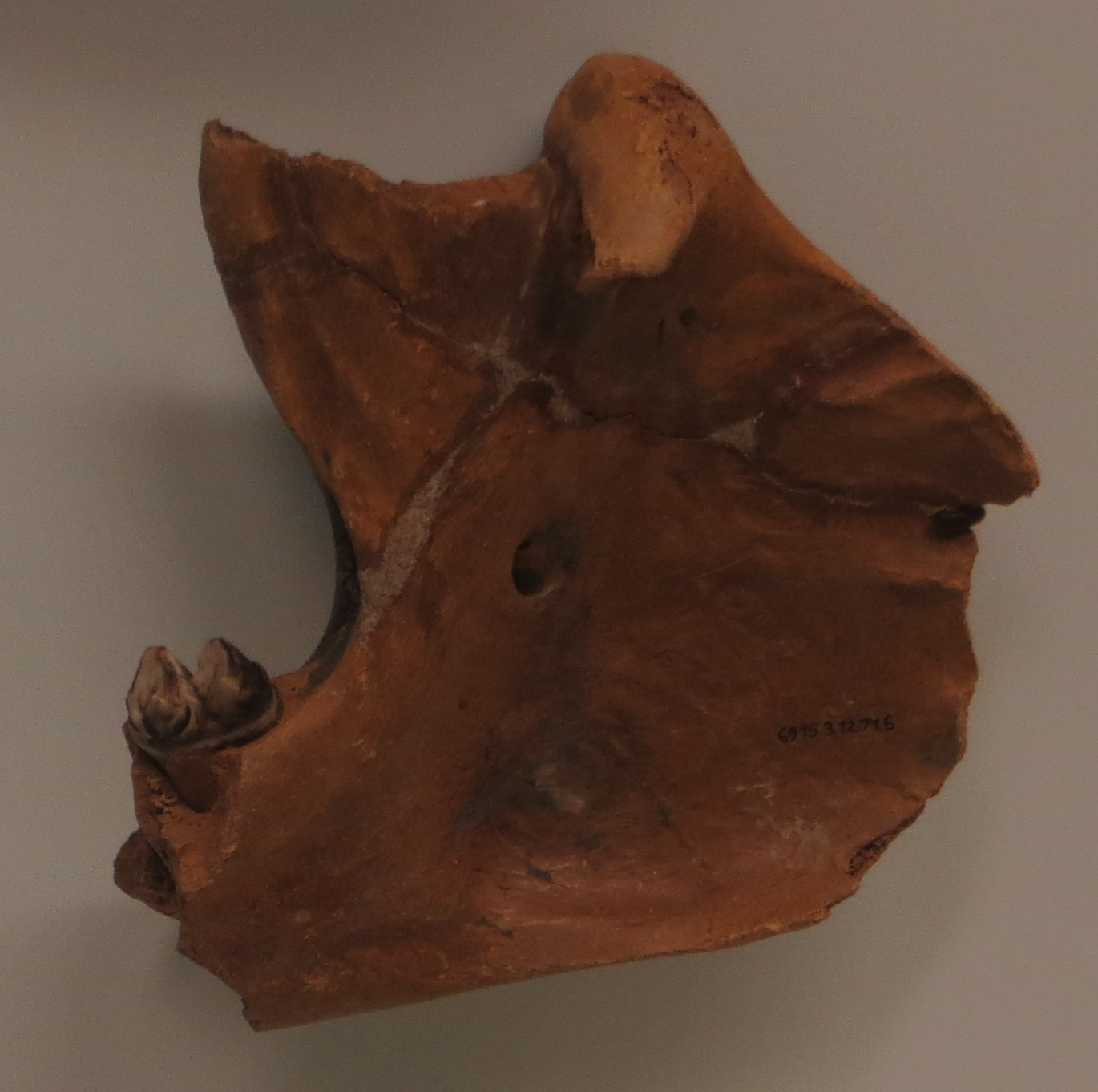
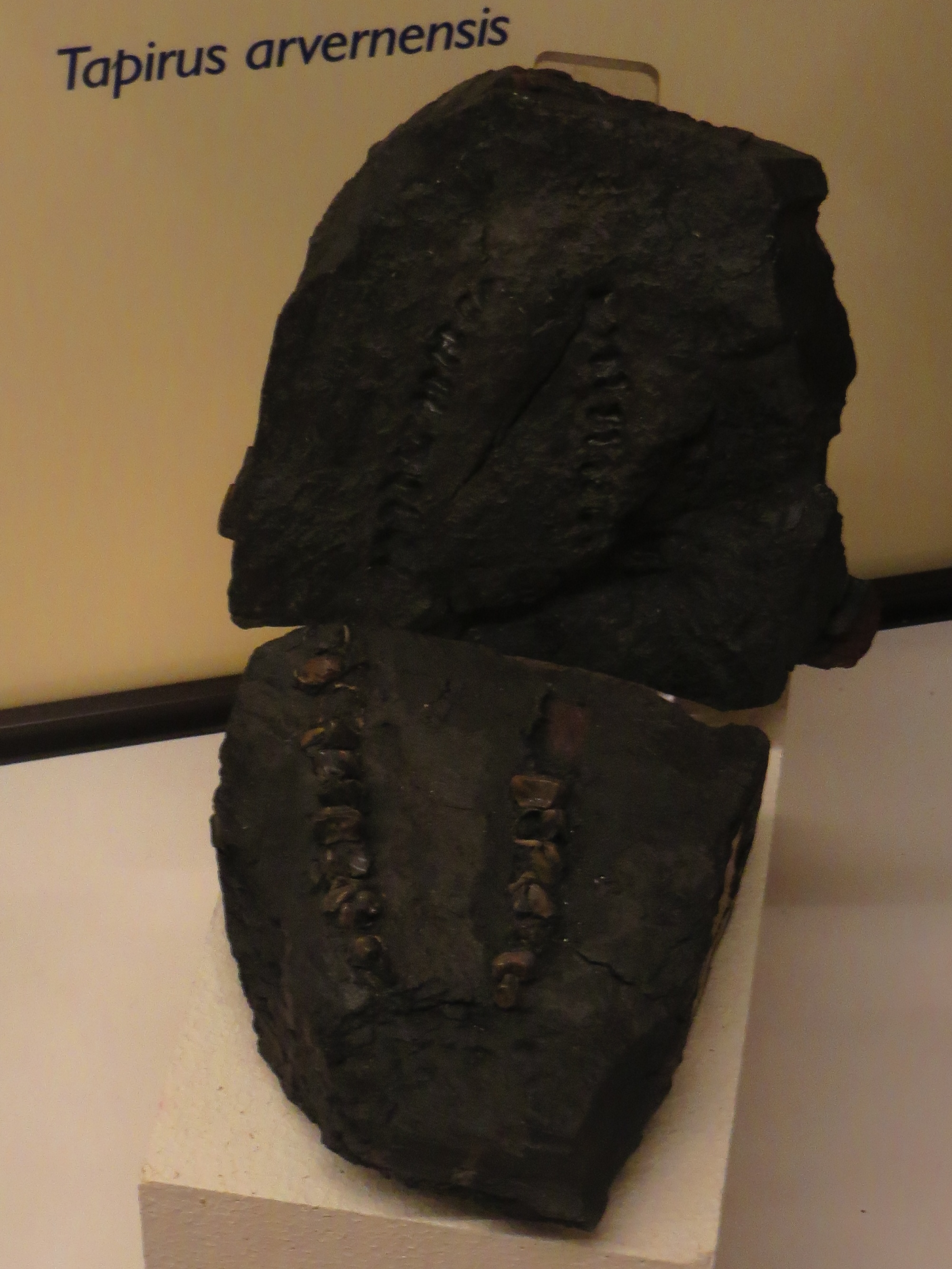
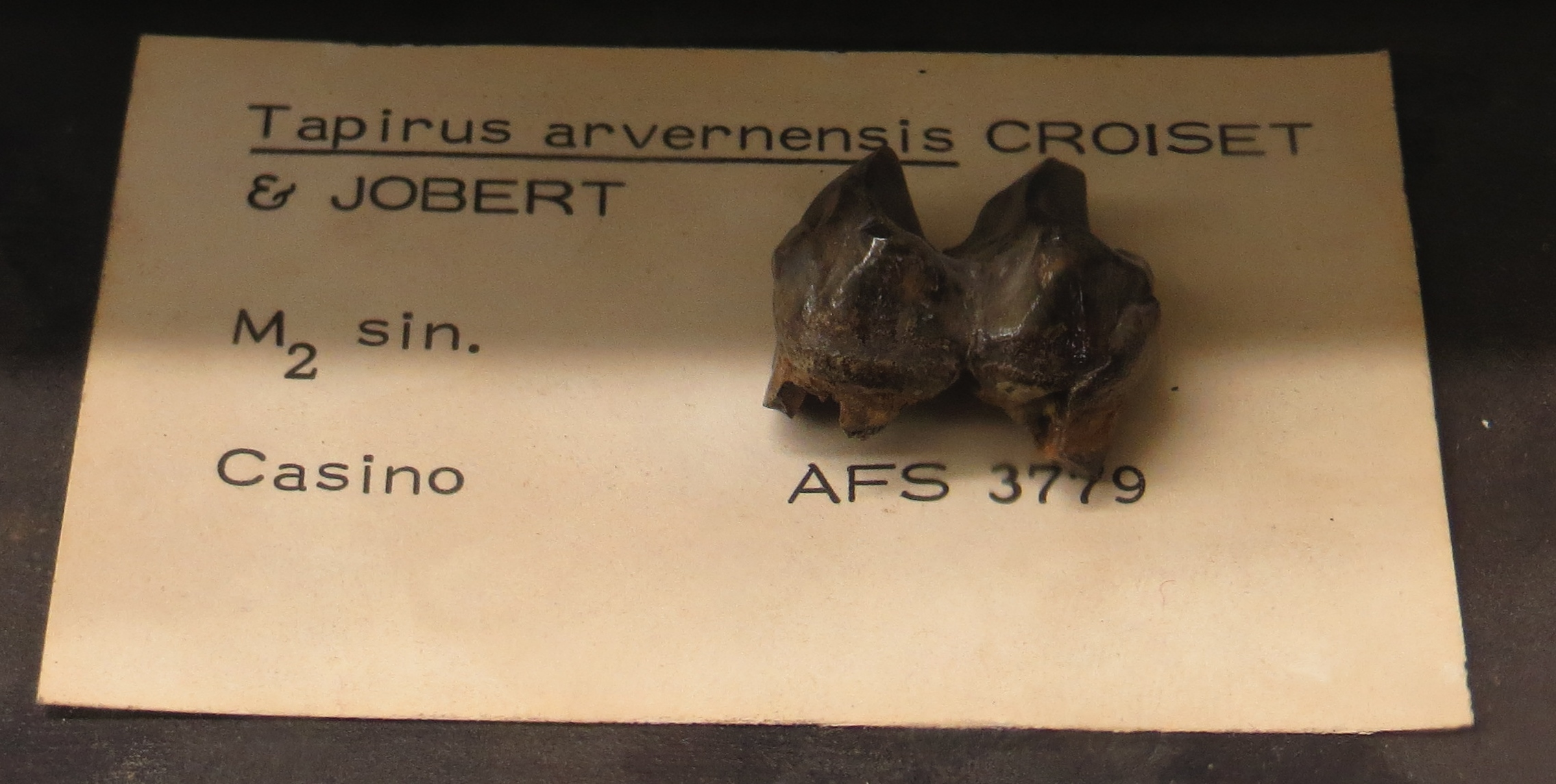
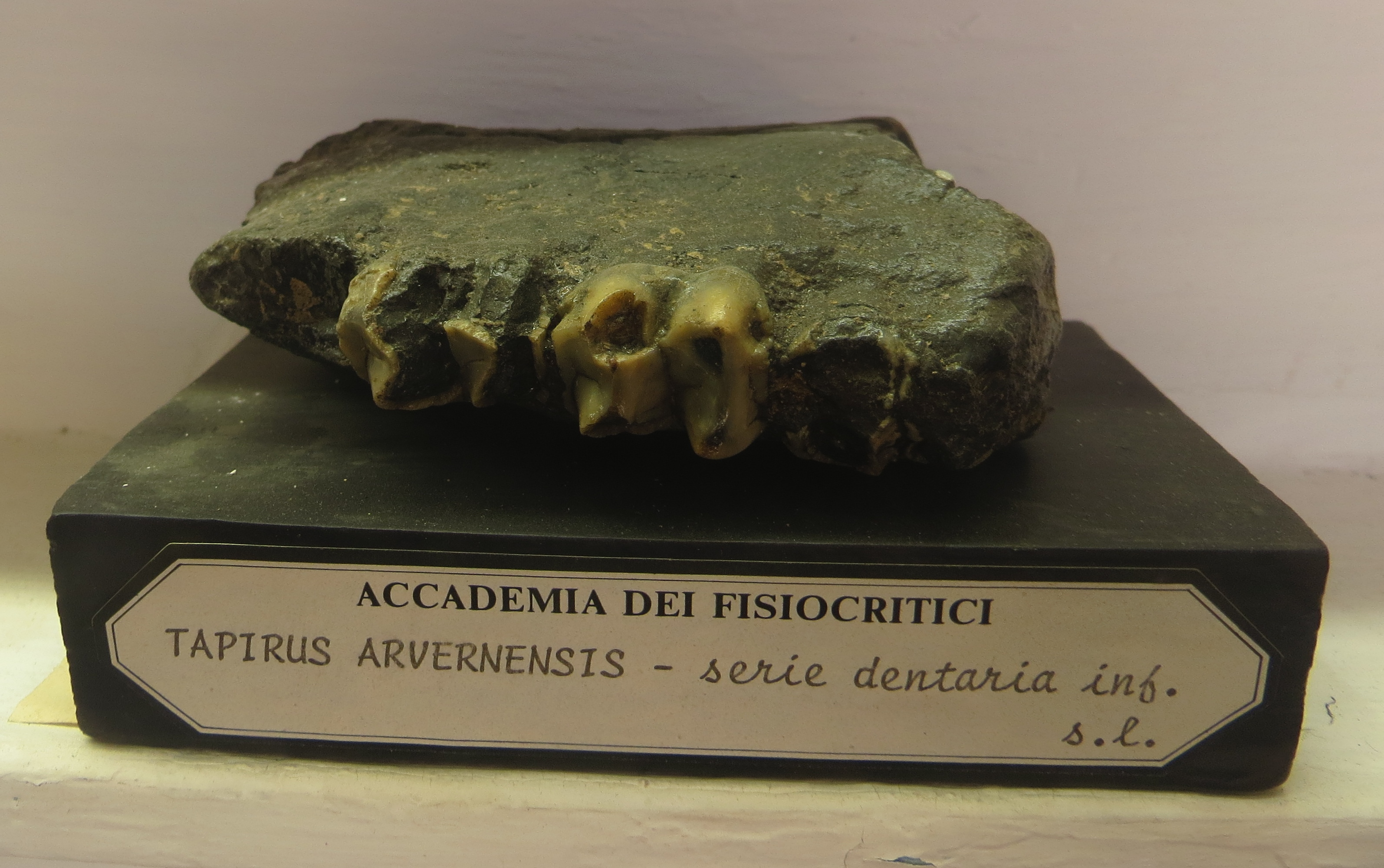